# Trzebiechowo (województwo pomorskie)
Trzebiechowo – wieś kociewska w Polsce, położona w województwie pomorskim, w powiecie starogardzkim, w gminie Osiek, w kompleksie leśnym Borów Tucholskich i na zachód od jeziora Kałębie. Osada wchodzi w skład sołectwa Radogoszcz.
W latach 1975–1998 miejscowość położona była w województwie gdańskim.